# Coenagrion puella
L'azzurrina comune (Coenagrion puella Linnaeus, 1758) è una specie di libellula che si trova in tutta Europa.

## Descrizione
Il maschio è di colore azzurro brillante, con motivi neri, uno dei quali a forma di "U" alla base delle ali, la femmina è di colore verde e nero. Raggiunge una lunghezza di circa 33 mm e un'apertura alare di 30–48 mm. Può essere facilmente confusa con Enallagma cyathigerum dalla quale si differenzia per l'intensità della colorazione e con Coenagrion pulchellum dalla quale si differenzia per il motivo alla base delle ali (ad "U" anziché ad "Y").

## Distribuzione e habitat
È comunemente diffusa in tutta Europa. Si trova in tutti i luoghi con acqua ferma o a lento corso, come laghi, stagni o paludi.